# Achirus klunzingeri
Achirus klunzingeri är en fiskart som först beskrevs av Steindachner, 1880.  Achirus klunzingeri ingår i släktet Achirus och familjen Achiridae. IUCN kategoriserar arten globalt som livskraftig. Inga underarter finns listade i Catalogue of Life.